# Marcelle Mercenier

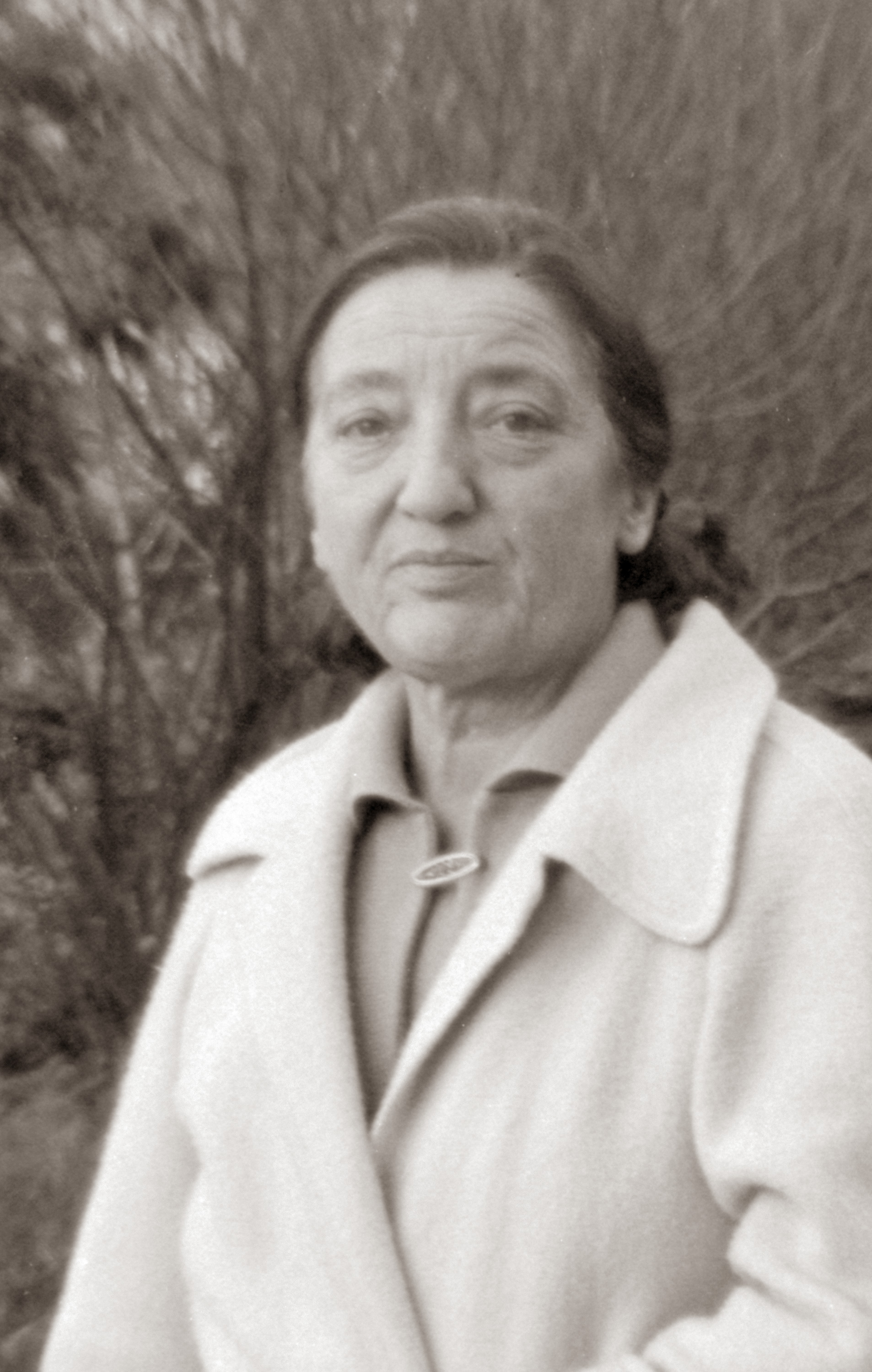

Marcelle Mercenier, née le 21 avril 1920 à Jemeppe-sur-Meuse et morte le 13 mars 1996, est une pianiste et enseignante belge.
Elle est l'une des principales interprètes de l'avant-garde musicale européenne des années 1950 à 1970.

## Biographie

### Jeunesse et études
Marcelle Mercenier est née à Jemeppe-sur-Meuse au sein d'une famille modeste. Elle étudie la musique au Conservatoire royal de Bruxelles sous la direction de Stefan Askenase et Eduardo del Pueyo.

### Carrière pédagogique
D'abord enseignante à l’Académie de musique de Molenbeek-Saint-Jean, elle est nommée professeur de piano au Conservatoire royal de Liège en 1952-53. Elle prend sa retraite en 1985.

### Carrière artistique

#### Musiques d'avant-garde
Après en avoir rencontré le fondateur, le compositeur André Souris, elle devient membre du groupe Séminaire des Arts créé en août 1944 à Bruxelles.
Elle crée, avec le flûtiste solo de l'Orchestre de la Monnaie Herlin Van Boterdael, la Sonatine pour flûte et piano de Pierre Boulez, dans le cadre d'une série de concerts de ce groupe, le 28 février 1947 au Palais des Beaux Arts.
Elle avait également rencontré Boulez par l’intermédiaire de Pierre Froidebise et du groupe de compositeurs dont il faisait partie.
Elle assure la création des Klavierstücke I – IV de Karlheinz Stockhausen (qui lui sont dédiées) lors des « Ferienkurse für neue Musik » de Darmstadt durant l'été 1954 avant de les reprendre à Paris. Elle a également donné la première représentation en Belgique de la version finale de la Troisième sonate pour piano de Boulez, et a également assuré la création d’œuvres de Henri Pousseur et Philippe Boesmans.

#### Musiques néoclassiques et répertoire Classique et Romantique
Fervente défenseure de la musique contemporaine, elle interprète également Chopin sous la baguette de Charles Munch, Poulenc avec le compositeur, Beethoven, Debussy ou encore Schumann et Mozart.

## Discographie
- Pierre Boulez, 2e Sonate pour piano, Heugel – DH2[4],[5]
- Claude Debussy, Douze Études Pour Le Piano, Musica Magna – MAG 50 011[6]
- Philippe Boesmans, Concerto pour Piano, Ricercar – RIC 014024[7]